# Artritis séptica

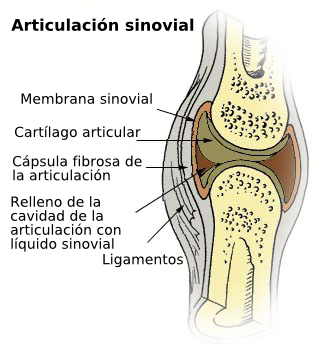
Esquema de una articulación, donde puede observarse la cavidad articular que esta llena de líquido sinovial y es el lugar donde proliferan los microorganismos en caso de artritis séptica

La artritis séptica, también llamada artritis infecciosa o artritis bacteriana, consiste en la invasión del espacio articular por una bacteria u otro agente infeccioso, lo cual provoca la inflamación de la articulación (artritis), que se manifiesta por dolor, enrojecimiento, hinchazón y aumento de temperatura local. Puede provocar graves consecuencias, como la destrucción parcial de la articulación con secuelas irreversibles.

## Fisiopatología
Los gérmenes pueden llegar a la articulación mediante varios mecanismos, siendo el más habitual la diseminación hematógena, en la cual los microorganismos son transportados por la sangre desde otro lugar del cuerpo, por ejemplo un foco infeccioso dental, renal o una endocarditis. En otras ocasiones, la infección llega a la articulación por continuidad, debido a la infección en un hueso (osteomielitis) o de otras zonas próximas, como la piel o partes blandas. Más raramente, se produce inoculación directa por una punción o traumatismo accidental.  Son especialmente propensos los niños, también los adultos afectados por diabetes, déficit de inmunidad, alcohólicos, drogodependientes o portadores de prótesis articulares. Salvo en la artritis gonocócica, en el 90% de los casos se afecta solamente una articulación (monoartritis), sobre todo rodilla, cadera, codo y muñeca.

## Microorganismos causales
Casi siempre está provocada por bacterias, rara vez por virus u hongos. Los gérmenes más frecuentes son el estafilococo y el estreptococo. Más raramente el gonococo, E. coli, Klebsiella sp., Pseudomonas sp., Haemophilus influenzae, Mycobacterium tuberculosis u hongos, por ejemplo cándidas.

## Factores de riesgo
Los factores de riesgo de artritis séptica incluyen:
Edad mayor de 80 años, diabetes mellitus, artritis reumatoide, cirugía articular reciente, prótesis de cadera o rodilla, infección de la piel y uso de medicamentos inmunosupresores. 

## Diagnóstico
El diagnóstico se sospecha por los síntomas y las características del paciente. Es muy importante realizar una punción para estudiar el líquido sinovial, comprobar si existen gérmenes en el mismo y realizar un cultivo y antibiograma para averiguar cuál es la bacteria responsable y el tratamiento más adecuado. 

## Diagnóstico diferencial
Debe realizarse con otros tipos de artritis que pueden dar síntomas parecidos, como la artritis reumatoide, artritis gotosa, artritis psoriásica, la artritis del síndrome de Reiter, la artritis traumática y la hemorragia aguda en el interior de una articulación (hemartros).

## Tratamiento
El tratamiento se basa en la administración de antibióticos una vez que se han obtenido muestras para realizar el cultivo del germen. El antibiótico que se debe utilizar depende de la edad del paciente, la articulación afectada, el resultado del cultivo y multitud de factores. En ocasiones es necesario realizar el drenaje de la articulación para evacuar el contenido purulento que se encuentra en su  interior.